# Gérard Voisin (polityk)
Gérard Voisin (ur. 18 sierpnia 1945 w Mâcon, Saône-et-Loire) – francuski mechanik samochodowy i polityk. Były członek l'UDF, obecnie związany z UMP. W 2010 podczas Zgromadzenia Narodowego, wygłosił sprawozdanie z inteligentnych systemów transportowych.

## Mandaty
- 13.03.1977 - 13.03.1983: Członek Rady Charnay-les-Macon (Saône-et-Loire)
- 25.03.1979 - 17.03.1985: Członek Rady Generalnej Saône-et-Loire
- 14.03.1983 - 19.03.1989: Burmistrz Charnay-les-Macon (Saône-et-Loire)
- 18.03.1985 - 29.03.1992: Członek Rady Generalnej Saône-et-Loire
- 20.03.1989 - 17.06.1995: Burmistrz Charnay-les-Macon (Saône-et-Loire)
- 30.03.1992 - 22.03.1998: Wiceprzewodniczący Rady Generalnej Saône-et-Loire
- 04.02.1993 - 21.04.1997: poseł
- 18.06.1995 - 18.03.2001: Burmistrz Charnay-les-Macon (Saône-et-Loire)
- 06.01.1997 - 18.06.2002: poseł
- 23.03.1998 - 19.03.2001: Wiceprzewodniczący Rady Generalnej Saône-et-Loire
- 16.06.2002 - 17.06.2007: poseł
- 17.06.2007 - 19.06.2012: poseł
- 01.01.2005 - 10.04.2008: Przewodniczący gminy miejskiej Mâconnais - Val de Saône